# Darjacze-je Maharlu
Maharlu (perski: دریاچه مهارلو  trb. Darjacze-je Maharlu, trl. Daryācheh-ye Mahārlū) – słone jezioro w południowo-zachodnim Iranie, w ostanie Fars, w południowej części gór Zagros, około 27 km na wschód od miasta Sziraz. Jezioro położone jest na wysokości ok. 1480 m, a jego maksymalna powierzchnia wynosi ok. 21 600 hektarów.